# Githopsis
Githopsis – rodzaj roślin z rodziny dzwonkowatych. Obejmuje cztery gatunki. Rośliny te występują w zachodniej części Ameryki Północnej od Kolumbii Brytyjskiej na północy po północno-zachodni Meksyk.

## Morfologia

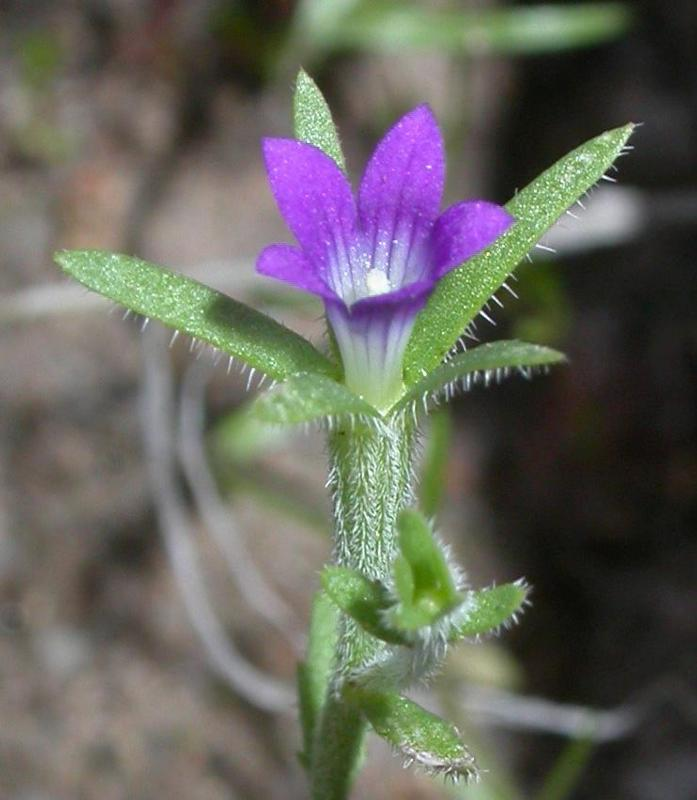
Githopsis specularioides

Rośliny roczne z liśćmi łodygowymi, siedzącymi. Kwiaty drobne do średnich, siedzące lub krótkoszypułkowe wyrastają na szczytach pędów, czasem powstają kwiaty klejstogamiczne. Korona dzwonkowata, walcowata lub lejowata, biała lub fioletowa, często z odmiennie zabarwionymi łatkami, które są podobnej długości lub dłuższe od rurki. Pręciki schowane w rurce. Zalążnia trójkomorowa, zwieńczona szyjką słupka na końcu z dwiema lub trzema łatkami znamienia. Owocami są torebki otwierające się pojedynczym porem w części szczytowej.

## Systematyka
Pozycja systematyczna
Rodzaj z rodziny dzwonkowatych Campanulaceae klasyfikowany w jej obrębie do podrodziny Campanuloideae.
Wykaz gatunków
- Githopsis diffusa A.Gray
- Githopsis pulchella Vatke
- Githopsis specularioides Nutt.
- Githopsis tenella Morin